# Harasanwadi, Khanapur
Harasanwadi là một làng thuộc tehsil Khanapur, huyện Belgaum, bang Karnataka, Ấn Độ.